# Silaus alatus
Silaus alatus är en flockblommig växtart som beskrevs av Heinrich Friedrich Link. Silaus alatus ingår i släktet Silaus och familjen flockblommiga växter. Inga underarter finns listade i Catalogue of Life.